# Bocconia hintoniorum
Bocconia hintoniorum là một loài thực vật có hoa trong họ Anh túc. Loài này được B.L.Turner mô tả khoa học đầu tiên năm 1996.